# Vajdácska
Vajdácska is een plaats (község) en gemeente in het Hongaarse comitaat Borsod-Abaúj-Zemplén. Vajdácska telt 1401 inwoners (2001).